# Oscar Honorio Horna
Oscar Luperio Honorio Horna (Pacasmayo, 16 de junio de 1962) es un médico veterinario y político peruano. Actual alcalde del  distrito de Pacasmayo desde el 1 de enero de 2011. Antes de ocupar la alcaldía de Pacasmayo fue en tres ocasiones alcalde del vecino  distrito de Jequetepeque.